# Športski teniski klub Zlatar
Športski teniski klub Zlatar (ŠTK Zlatar) teniski je klub iz grada Zlatara, u Krapinsko-zagorskoj županiji. Osnovan je 1922. godine, ugašen, te ponovno osnovan 2007. godine.
ŠTK Zlatar je registrirani član HTS-a i sudjeluje na natjecanjima do 8, 10, 12 i 14 godina za dječake i djevojčice. Trenutačno broji 70 članova i 10 registriranih natjecatelja. Klub ima 2 zemljana terena, koji su dio sportskog kompleksa Osnovne škole Ante Kovačića.